# Faletići
Faletići är en ort i Bosnien och Hercegovina.   Den ligger i entiteten Federationen Bosnien och Hercegovina, i den centrala delen av landet, 10 km öster om huvudstaden Sarajevo. Faletići ligger 804 meter över havet och antalet invånare är 273.
Terrängen runt Faletići är lite bergig. Runt Faletići är det ganska tätbefolkat, med 67 invånare per kvadratkilometer.. Närmaste större samhälle är Sarajevo, 10,1 km väster om Faletići. 
Omgivningarna runt Faletići är en mosaik av jordbruksmark och naturlig växtlighet.